# Elektrische Flinte
Die Elektrische Flinte ist eine von dem Geistlichen Matthias Wißhofer entwickelte Flinte, die militärisch nicht zum Einsatz kam und zu einer der Kuriositäten im Bereich der frühzeitigen Elektrotechnik und experimentellen Waffentechnik Ende des 18. Jahrhunderts zählt.

## Beschreibung
Wißhofer weist in seiner Veröffentlichung darauf hin, dass der Einsatz witterungsbedingt durch Zubehör ergänzt werden muss und in der Grundausstattung aus einem hölzernen Schaft sowie einem eisernen Lauf und Kupplungsverbindungen aus Kupfer besteht. Georg Heinrich Seiferheld beschrieb seine Waffe der gleichen Gattung, die mit der Weiterentwicklung von Martin de Brettes, der Patronen verwendete, nicht zu vergleichen ist.
Die Funktionsfähigkeit der Waffe war in geschlossenen Räumen oder bei feuchten Wetterbedingungen im Freien nicht gegeben.
Ohne spürbaren Rückschlag konnten Bolzen und Blei- oder Marmorkugeln verschossen werden, jedoch keine der bereits zu dieser Zeit bekannten Patronen. Die Treibladung bestand aus Sumpfgas („brennbare Luft“) mit entsprechend hohem Anteil an Methan, um durch die „Elektricität“ (elektrischer Funke) die Zündung auszulösen.